# Ficus complexa
Ficus complexa är en mullbärsväxtart som beskrevs av Edred John Henry Corner. Ficus complexa ingår i släktet fikonsläktet, och familjen mullbärsväxter. Inga underarter finns listade i Catalogue of Life.